# FIFA 07
Az EA Sports 2007-ben is kiadta FIFA-játékát, mely a futball világába kalauzolja el a játékosokat. A játékmenet és grafika ismét élethűbb lett, míg egyre több csapattal lehet játszani. Lehet barátságos mérkőzést, bajnokságot, s egy egész karriert is játszani. A játékos mellett saját csapatot is lehet gyártani.Lehet magyar kommentátorral is játszani. Hajdú B. István és Faragó Richard közvetít magyar nyelven. Ezt a verziót is lehet interneten használni: interaktív ligákra lehet jelentkezni.

## Barátságos mérkőzés
Ebben a módban kisebbek a lehetőségek, de az ellenfelet a játékos választja ki. Akárkivel, akárki ellen játszhat. 4+1 fajta szinten lehet kipróbálni az ügyességet: amatőr, fél profi, profi, világklasszis, s ha különböző küldetések elérése után legendás. Ez a mód egyszerű: nem szükséges vele hosszan játszani. A három mód közül ezt szánták azoknak, akik nem annyira vérmes FIFA-rajongók. Azért ez is próbatétel: itt is lehet izgalmas találkozókat játszani, főleg azért, mert mindent a játékos ad meg: a csapatokat, a mezeket, a stadiont, az időjárást.

## Bajnokság, kupa mód
A bajnokságok, s kupák azoknak vannak, akik egy rövidített, egyszerűsített menedzser módot akarnak játszani. Míg ott 15 évet, itt csupán egy bajnokságot, vagy kupát lehet játszani. Itt nem kell a csapatot igazgatni, "csupán" a meccseket kell megnyerni, az éppen adott trófea elhódításához.

## Menedzser mód
A játék elején el kell készíteni egy karaktert, a csapat menedzserét. Év elején ki kell választani a megfelelő szponzort, majd a vezetőségtől kap elvárásokat a játékos a szezonra. Elsőként arra kell figyelni, hogy a csapatmorál, a szurkolói támogatottság, s a vezetőség elismerése magas legyen. Ezt egy százas skálán számlálja a gép, s ha nyilatkozásnál nőhet is, s csökkenhet is mind a három érték. Meccset lehet játszani, de két fajta szimulálási lehetőség is van. Ha nem erős a keret játékosokat lehet vásárolni, de ez nem olyan könnyű, hisz elegendő pénz is kell és jó ajánlat is. Játékosokat el is lehet adni, vagy ha lejár a szerződése, elküldeni. Ha a játékos nagyon idős már vissza is vonulhat. Az edzői stábot is lehet erősíteni, ám a magasabb szintű alkalmazottak drágábbak is. Lehet euróban, dollárban, s fontban játszani. Ha a csapat sikeres, és jók a játékosok tulajdonságai, akkor a klub csillagainak száma megnő, vagy a játékos szintje.

## Tréning
A tréningpályán gyakorolhatók a büntetők, a szabadrúgások, a szögletek, valamint edzőmeccs is játszható. Az edzőpályán a védekező, s a támadó csapat tagja is lehet a játékos, tét nélkül.

## Csapatkészítés
FC Barcelona, Ac Milan, Inter MIlan, Chelsea,
Real Madrid, Arsenal, Olaszország, Spanyolország, Portugália
Beállítható a csapat címere, meze, lehet játékost igazolni vagy készíteni.

## Játékoskészítés
Bár számos beállítás van, csak 16 játékost lehet "összeállítani" és a készített játékos nevét nem mondják a kommentárok.